# Ben Idrissa Dermé
Ben Idrissa Dermé (Bam, 21 de enero de 1982-Biguglia, 11 de septiembre de 2016) fue un futbolista burkinés que jugaba en la demarcación de defensa.

## Selección nacional
Jugó un total de cuatro partidos con la selección de fútbol de Burkina Faso. Hizo su debut el 28 de febrero de 2006 en un encuentro amistoso contra Argelia que finalizó con un resultado de empate a cero. Los tres partidos restantes con su selección los jugó en 2010 contra el Congo, Gabón y Guinea, con el que jugó su último partido el 17 de noviembre y que acabó con un marcador de 1-2 a favor del combinado burkinés tras los goles de Karamoko Cissé por parte de Guinea, y de Jonathan Pitroipa y Wilfried Balima por parte de Burkina Faso.

## Clubes
| Club                       | País         | Año         | Partidos | Goles |
| -------------------------- | ------------ | ----------- | -------- | ----- |
| Étoile Filante Ouagadougou | Burkina Faso | 2003 - 2004 |          |       |
| FC Sheriff Tiraspol        | Moldavia     | 2004 - 2008 | 64       | 5     |
| US Ouagadougou             | Burkina Faso | 2008 - 2009 |          |       |
| USC Corte                  | Francia      | 2009 - 2010 |          |       |
| CA Bastia                  | Francia      | 2010 - 2014 | 93       | 5     |
| ÉF Bastia                  | Francia      | 2014 - 2016 |          |       |
| AJ Biguglia                | Francia      | 2016        |          |       |